# Shemà

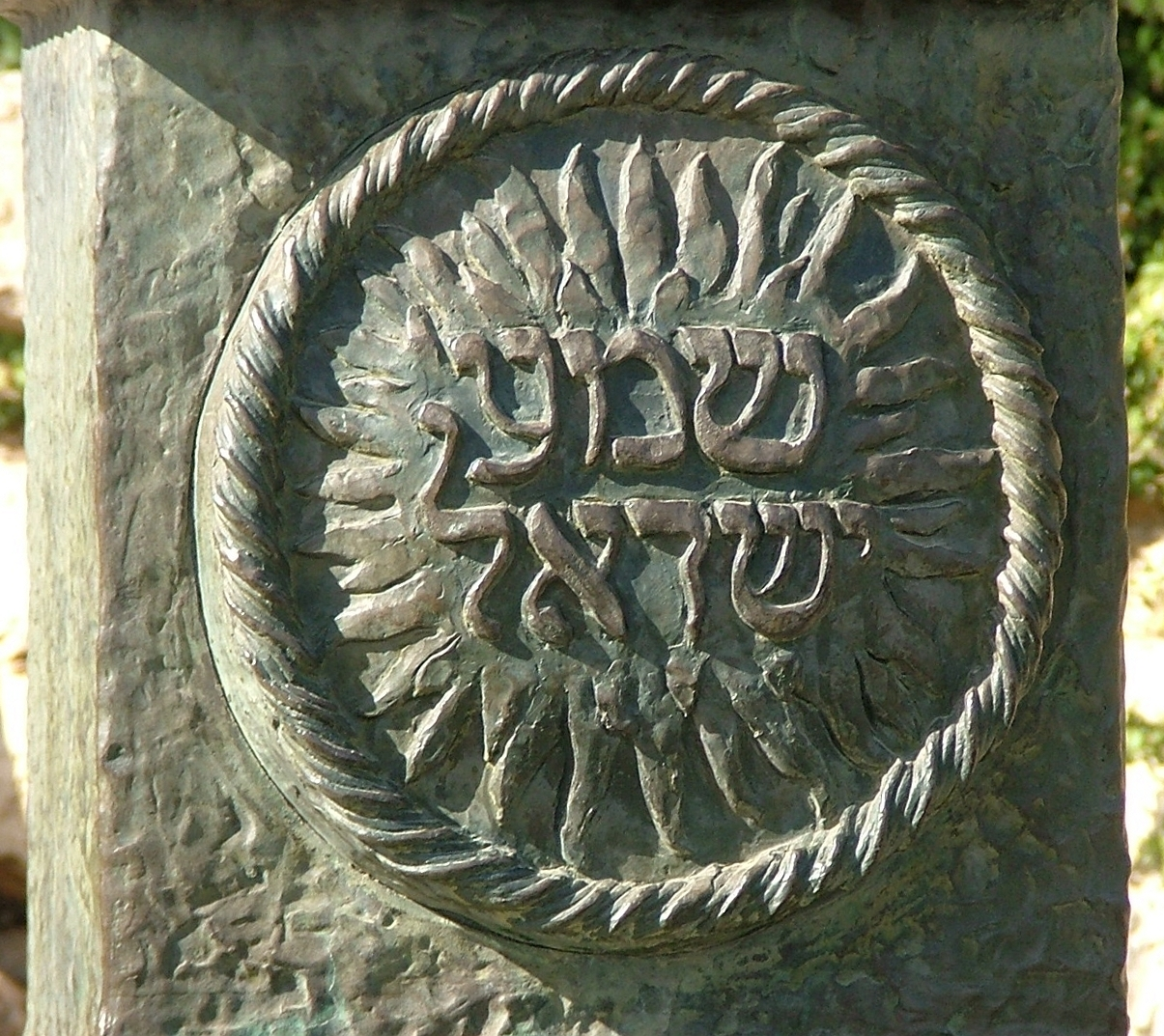
Iscrizione dello Shemà Israel sulla Menorah del Knesset a Gerusalemme

Shemà (in ebraico שְׁמַע‎?, "ascolta!"), talvolta shemà Israel (in ebraico שְׁמַע יִשְׂרָאֵל‎?, Šəmaʿ Yīsrāʾēl, "Ascolta, [o] Israele!", pronuncia [ʃəˈma jisʁaˈɛl] per l'ebraico contemporaneo, [ʃəˈmaʕ jisraˈʔel] per l'ebraico biblico), è una preghiera della liturgia ebraica. È in genere considerata la preghiera più sentita, forse assieme al Kaddish. La sua lettura (chiamata Qiriat Shema) avviene due volte al giorno, nella preghiera mattutina e in quella serale. Shemà Israel sono le prime due parole di una sezione della Torah (Pentateuco nella Bibbia ebraica): il primo versetto, infatti, incorpora l'essenza monoteistica dell'ebraismo – «Ascolta, O Israele: il Signore è il nostro Dio, il Signore è uno» (in ebraico שְׁמַע יִשְׂרָאֵל ה' אֱלֹהֵינוּ ה' אֶחָד‎?), presente in Deuteronomio 6,4, a volte tradotto alternativamente con «Il Signore è nostro Dio, Shemà il Signore uno solo». Gli Ebrei osservanti considerano lo Shemà la parte più importante del servizio liturgico di preghiera nell'ebraismo e recitarlo due volte al giorno è una mitzvah (comandamento religioso, precetto). È tradizionale per gli ebrei recitare lo Shemà come ultime parole, e per i genitori insegnare ai propri figli a dirlo la sera prima di andare a dormire.
Il termine "Shema" è usato per estensione come riferimento alle preghiere quotidiane che iniziano con le parole Shema Israel; queste comprendono le sezioni della Torah (Deuteronomio 6,4-9, Deuteronomio 11,13-21 e Numeri 15,37-41) che vengono lette con le porzioni bibliche settimanali (parashot) Va'etchanan, Eikev e Shlach rispettivamente.

## Storia
Originariamente lo Shemà consisteva di un solo versetto: Deuteronomio 6,4 (si veda Talmud Sukhah 42a e Berachot 13b). La recitazione dello Shemà nella liturgia ebraica, tuttavia, consiste di tre porzioni: Deuteronomio 6,4-9, Deuteronomio 11,13-21 e Numeri 15,37-41. Le tre porzioni vengono già citate nella Mishnah (Berachot 2:2) e si riferiscono a temi centrali per la fede ebraica. Nella Mishnah (Berakhot 2:5) la recitazione dello Shemà era collegato alla riaffermazione del proprio rapporto personale con l'autorità di Dio. Letteralmente, recitare lo Shemà voleva dire "ricevere il regno dei cieli".
Inoltre il Talmud afferma che nelle tre porzioni si possono riscontrare sottili riferimenti ai Dieci Comandamenti. Poiché i Dieci Comandamenti furono rimossi dalla preghiera quotidiana nel periodo mishnahico (70-200), lo Shemà viene considerato un'opportunità per commemorarli.
Ci sono due lettere più grandi nella prima frase (ajin ע e daleth ד) che, una volta combinate, formano "עד". In ebraico ciò significa "testimone". L'idea che pertanto viene trasmessa è che, attraverso la recitazione o proclamazione dello Shemà, la persona è un testimone vivente che attesta la verità del messaggio. Le scuole cabalistiche moderne, tra cui principalmente quella dell'Arizal (Isaac ben Solomon Luria), insegnano che quando si recita l'ultima lettera della parola ebraica "ecḥad" (אחד), che significa "uno", si intende di essere pronti a "morire in Dio".

## Struttura
Lo Shema è costituito da una premessa, fatta di due versi, e da tre parti, costituite da brani della Torah:
- La prima da Deuteronomio, 6,4-9[13]
- La seconda da Deuteronomio, 11,13-21[14]
- La terza da Numeri 15,37-41[15]

### Premessa
La premessa è di fondamentale importanza, e costituisce, in una frase, il riassunto dei concetti fondamentali della religione ebraica:
שמע ישראל י*ה*ו*ה אלהינו י*ה*ו*ה אחד
Ascolta, Israele, il Signore è il nostro Dio, il Signore è Uno. Questa frase, che dà il nome alla preghiera, contiene il Tetragramma biblico יה*ו*ה, non pronunciabile, e quindi viene letta Shema' Ysrael, Ado-nai Eloheinu, Ado-nai ehad, e pronunciata coprendosi gli occhi. Adonai ("Signore") è la resa in traduzione del tetragramma, nome che, essendo sacro, non viene riportato in modo completo, in quanto il materiale su cui è apposto potrebbe degenerarsi e quindi desacralizzare lo stesso nome.
Il tetragramma era pronunciato una volta l'anno dal Sommo Sacerdote (Kohen Gadol) appunto in questa frase ed all'interno del Qodesh HaKodashim (Sancta Sanctorum) del Tempio. Il popolo ne copriva il suono, in modo da non sentirne la pronuncia, proclamando ad alta voce la seconda frase della preghiera (che oggi è pronunciata soltanto a bassa voce, ad eccezione del giorno di Kippur):
ברך שם כבד מלכותו לאולם ועד
Baruch shem kevod malkhuto leolam va'ed
Sia benedetto il santo Nome del Suo Regno per sempre ed in eterno
che è appunto la seconda frase della premessa.

### Il testo
Il testo, formato dalle tre parti (vedi sopra), è anch'esso di origine biblica e contiene precetti importanti per la vita ebraica: la dedizione alla fede, l'obbligo di istruzione dei figli, e la sua continuità, la proibizione dell'idolatria, e l'obbligo di osservanza delle mizvot.

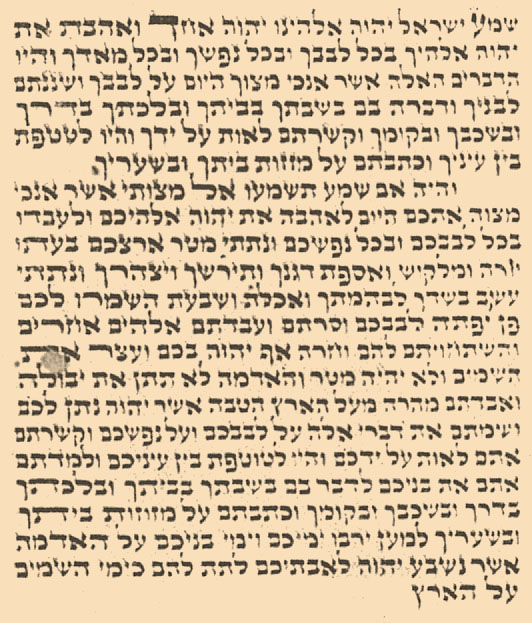
Lo Shemà in ebraico (Jewish Encyclopedia, 1906)

(Shemà)

### Analisi

#### Prima parte (VeAhavtà)
Recita: E amerai il Signore Dio tuo con tutto il tuo cuore, con tutta la tua anima e con tutte le tue forze. E metterai queste parole che Io ti comando oggi, nel tuo cuore, e le insegnerai ai tuoi figli, pronunciandole quando riposi in casa, quando cammini per la strada, quando ti addormenti e quando ti alzi. E le legherai al tuo braccio, e le userai come separatore tra i tuoi occhi, e le scriverai sugli stipiti della tua casa e sulle tue porte (delle città).
È qui contenuto (e le insegnerai ai tuoi figli) il comandamento dell'insegnamento alle nuove generazioni - in modo letterale solo di alcuni precetti, ma per usanza generale, e nell'esegesi talmudica, insegnamento in senso lato, la conoscenza della Torah soprattutto, ma anche di altre scienze; il tutto rafforzato dalla costanza del precetto (quando riposi in casa, quando cammini per la strada, quando ti addormenti e quando ti alzi). Ed anzi, l'istruzione e l'amore per Dio devono essere un simbolo visibile (e le legherai al tuo braccio, e le userai come separatore tra i tuoi occhi, e le scriverai sugli stipiti della tua casa e sulle tue porte). Nella pratica, questo precetto si manifesta nell'indossare ogni mattina (tranne Shabbat e giorni di festa) i Tefillin, che appunto contengono scritti i precetti, e nell'apporre allo stipite delle porte della propria casa delle mezuzzoth che contengono i primi due dei tre brani dello Shema (cioè quelli contenenti il precetto degli stipiti).

#### Seconda parte (VeHayà)
Recita: «E sarà, se ascolterete i Miei comandamenti, che oggi vi do, di amare il vostro Dio e di onorarlo con tutto il vostro cuore, con tutta la vostra anima e con tutte le vostre forze, (allora) vi darò rugiada per le vostre terre, pioggia primaverile ed estiva, così raccoglierete le vostre granaglie, il vostro vino ed il vostro olio, e darò erba per il tuo bestiame, e mangerete e sarete soddisfatti. Ma guardatevi dall'aprire i vostri cuori a rivolgervi al culto di altri dei, e di adorarli, perché (allora) l'ira di Dio sarà contro di voi, e chiuderà il cielo, e non ci sarà rugiada, e la terra non darà il suo prodotto, e passerete (sarete estinti) rapidamente dalla buona terra che Dio vi ha dato. E (quindi) mettete queste parole nel vostro cuore e nella vostra anima, e siano come parole sulle vostre mani e tra i vostri occhi, e insegnatele ai vostri figli, e pronunciatele quando riposate nelle vostre case, quando camminate per strada, quando vi addormentate e quando vi alzate, e scrivetele sugli stipiti delle vostre case e sulle vostre porte. Così saranno moltiplicati i vostri giorni ed i giorni dei vostri figli nella terra che Dio promise ai vostri padri di dare loro, per tanto quanto durano i giorni del cielo sulla terra».
Sembrerebbe una ripetizione della prima parte. Ma si noti il passaggio dalla seconda persona singolare («quando riposi») a quella plurale («quando riposate»). Ciò significa che i precetti sono una parola che riguarda il singolo, ma anche una parola che riguarda il popolo tutto. Ed anzi, il "castigo" viene citato solo in questa seconda parte («...e la terra non vi darà il proprio prodotto...»), a mostrare che le responsabilità del popolo che ha stretto il Patto con Dio sono individuali e collettive.

#### Terza parte (VaYòmer)
Recita: «E Dio disse a Mosè: di’ ai figli di Israele di fare d'ora in poi delle frange agli angoli dei loro vestiti, e vi sia un filo azzurro in ognuna di queste frange. Questi saranno i vostri tzitzit, e guardandoli ricorderete i precetti divini, e li osserverete, e non seguirete i (vezzi de) l vostro cuore e (le immagini de)i vostri occhi, che vi fanno deviare seguendoli. Così ricorderete e osserverete tutti i precetti, e sarete santi per il vostro Dio. Io sono il Signore Dio vostro, che vi ha fatto uscire dalla terra di Egitto per essere il vostro Dio, Io sono il Signore, vostro Dio».
È singolare che in mezzo a precetti così importanti si parli di un capo di abbigliamento. Ma i simboli sono anch'essi importanti (i simboli, non le immagini) — per ricordare, per non dimenticare. E la precisazione, che sembra addirittura pignola, del filo azzurro? come può stare in un brano in cui si afferma tre volte un concetto ben più importante («Io sono il vostro Dio»)? Può stare perché Dio l'ha detto, direbbe un semplice. Si, ma perché l'ha detto? Forse a significare l'unitarietà del popolo di Israele, che si estrinseca anche nelle frange dei vestiti e nel filo azzurro (che non esiste più, poiché il mollusco che dava il pigmento sembra sia estinto). O forse a significare che anche nelle cose apparentemente meno importanti vi è la presenza di Dio. O forse ancora, per mostrare che tra due affermazioni terribili («Ascolta, Israele, il Dio è nostro Signore, Dio è uno» e «Io sono il Signore, vostro Dio») vi è la vita quotidiana, che è fatta sì di precetti e di insegnamento ai figli, ma anche di agricoltura («così raccoglierete le vostre granaglie») e di vita sociale, cioè vestiti.

## Sinossi esegetica
In sintesi, il contenuto scaturisce dall'affermazione della «unicità/unità della regalità di Dio». Pertanto, nella prima porzione, c'è il comando di «amare Dio con tutto il cuore, anima e forze» e di ricordarsi di insegnare queste parole importantissime ai propri figli nel corso della giornata. Obbedire a questi comandi, dice la seconda porzione, farà ottenere "ricompense", mentre disobbedirli procurerà punizioni. Per assicurare l'adempimento di questi precetti, Dio comanda inoltre un promemoria pratico: indossare gli tzitzit, «così vi ricorderete di tutti i miei comandi, li metterete in pratica e sarete santi per il vostro Dio» (Numeri 15,40).
La seconda riga citata, «Sia benedetto il santo Nome del Suo Regno per sempre ed in eterno», era originariamente un responso congregazionale alla dichiarazione dell'unità di Dio; viene quindi stampata in caratteri piccoli e recitata sottovoce, a riconoscere che non è, di per sé, una parte dei versetti biblici citati. La terza sezione dello Shema finisce formalmente a Numeri 15,41, ma in realtà gli ebrei tradizionali terminano la recitazione dello Shema con la seguente parola del versetto successivo, Emet, o "Verità", come conclusione della preghiera. Un aspetto da considerare è che lo Shema è composto da 245 parole (ovviamente nel testo ebraico), ma 248 è tradizionalmente il numero delle parti del corpo, e quindi vi è l'usanza di ripetere alla fine le (2) parole Signore vostro Dio e aggiungere la succitata parola emet (verità), per raggiungere tale numero. La ragione è trasparente: come si dice («con tutto il tuo (vostro) cuore...») si vuole ribadire che il rapporto con Dio è totale, cioè interessa tutto il corpo o, in senso traslato, tutti gli aspetti della vita.

## Recitazione
Una discreta parte del trattato Berachot della Mishnah è dedicata allo Shemà, da quante volte si deve dire, alle ore giuste per la recitazione. Berachot si chiede per prima cosa quale sia l'ora di recitazione dello Shemà serale, e nella Ghemara, Ghemara Berachot addirittura inizia chiedendosi perché il trattato della Mishnah inizi con una domanda sulla recitazione dello Shemà serale (perché non quello mattutino?) Ma, se si leggono le discussioni, si capisce che non è l'ora di lettura il punto importante, ma il concetto della discussione sulle regole.
La Torah afferma che «queste parole» siano dette «quando ti coricherai e quando ti alzerai» (Deuteronomio 6,7).
Come già accennato, il primo libro del Talmud, Trattato Berachot, si apre con una discussione di quando esattamente si debba recitare lo Shemà. La Mishnah collega il tempo della recitazione con i particolari del ritmo della vita del Tempio di Gerusalemme, dicendo che lo Shemà deve essere recitato la sera quando i Kohanim (sacerdoti ebrei) che erano ritualmente impuri (tamei, quindi non idonei a servire nelle funzioni) entrano a consumare le loro Terumah (offerte elevate). La Ghemara contiene un'estesa discussione di quando esattamente ciò aveva luogo, con un consenso generale sul fatto che avvenisse di sera, al tramonto o dopo che tre stelle fossero visibili. Una discussione simile descrive lo Shemà mattutino, che può essere recitato alla prima luce che antecede l'alba, appena si possono discernere i colori.
Lo Shemà non deve necessariamente essere recitato in ebraico. Può essere detto in qualsiasi lingua che il fedele capisca, ma «il miracolo delle lettere ebraiche rende la preghiera molto più potente, anche se non se ne comprendono le parole» (Berakhot 2:3). È quasi un'usanza universale tra ebrei osservanti recitarla in ebraico.
Secondo la tradizione ortodossa e quella dell'ebraismo conservatore, lo Shemà dovrebbe essere recitato due volte al giorno, che uno sia in grado o meno di presenziare ad una funzione con congregazione di fedeli (minian). La recitazione deve essere svolta in un luogo adatto, che esprima riverenza e devozione.
Lo Shemà, o quanto si possa recitare del primo versetto secondo le circostanze, viene tradizionalmente enunciato da una persona morente quale parte dell'affermazione di fede in punto di morte. È inoltre recitato verso la fine del servizio di Ne'ila durante lo Yom Kippur.
Nella liturgia, inoltre, lo Shemà è preceduto da una preghiera particolare, "Ahavat 'olam"; nel corso di questa si uniscono i quattro tzitziot (frange del talled), subito prima della formulazione della frase "arba canfot ha-arez (i quattro angoli della terra)"; gli tzitziot vengono tenuti nella mano destra per coprirsi gli occhi durante la recitazione del primo versetto, e vengono guardati (a volte baciati) nella terza parte, in corrispondenza della ripetizione della parola "tzitzit".

## Donne e Shemà
Nell'ebraismo ortodosso, alle donne non è richiesto di recitare lo Shemà (come comando della Torah), come per altri precetti con scadenze temporali che potrebbero interferire sui loro obblighi familiari tradizionali; in ogni modo, esse sono obbligate a pregare almeno una volta al giorno, senza una prescrizione specifica di liturgia e molte adempiono tale obbligo mediante preghiere come lo Shemà.
L'ebraismo conservatore generalmente ritiene le donne ebree obbligate a recitare lo Shemà allo stesso tempo degli uomini. L'ebraismo riformato e quello ricostruzionista non tengono in considerazione i requisiti rituali suddivisi tra uomini e donne secondo la Halakhah (Legge ebraica) tradizionale, inclusi gli obblighi per gli uomini ma non per le donne di recitare preghiere specifiche in tempi specifici, secondo le circostanze correnti; ritengono invece che entrambi i sessi possano adempiere tutti i requisiti devozionali, senza distinzioni.
Tuttavia è tradizione per tutti — donne, uomini e bambini — recitarla. La Mishnah consiglia che il tempo di recitazione non deve andare oltre la 3ª ora, ma anche dopo tale periodo può sempre essere letta, poiché contiene espressioni dell'unità di Dio, fede nel Creatore, e altre devozioni.
È importante insegnare ai bambini a recitare il primo versetto e successivi paragrafi non appena sono in grado di comprenderne il significato. Le donne non sono costrette dalle scansioni temporali a recitarlo e, pertanto, non sono tenute a dirlo che negli orari stabiliti. Rabbi Ephraim Greenblatt cita con approvazione il saggio Rashba (Shlomo ben Aderet), che afferma che l'ultima serie di Benedizioni sono nello Shemà, basandosi sui giudizi di Maimonide.

## Benedizioni associate

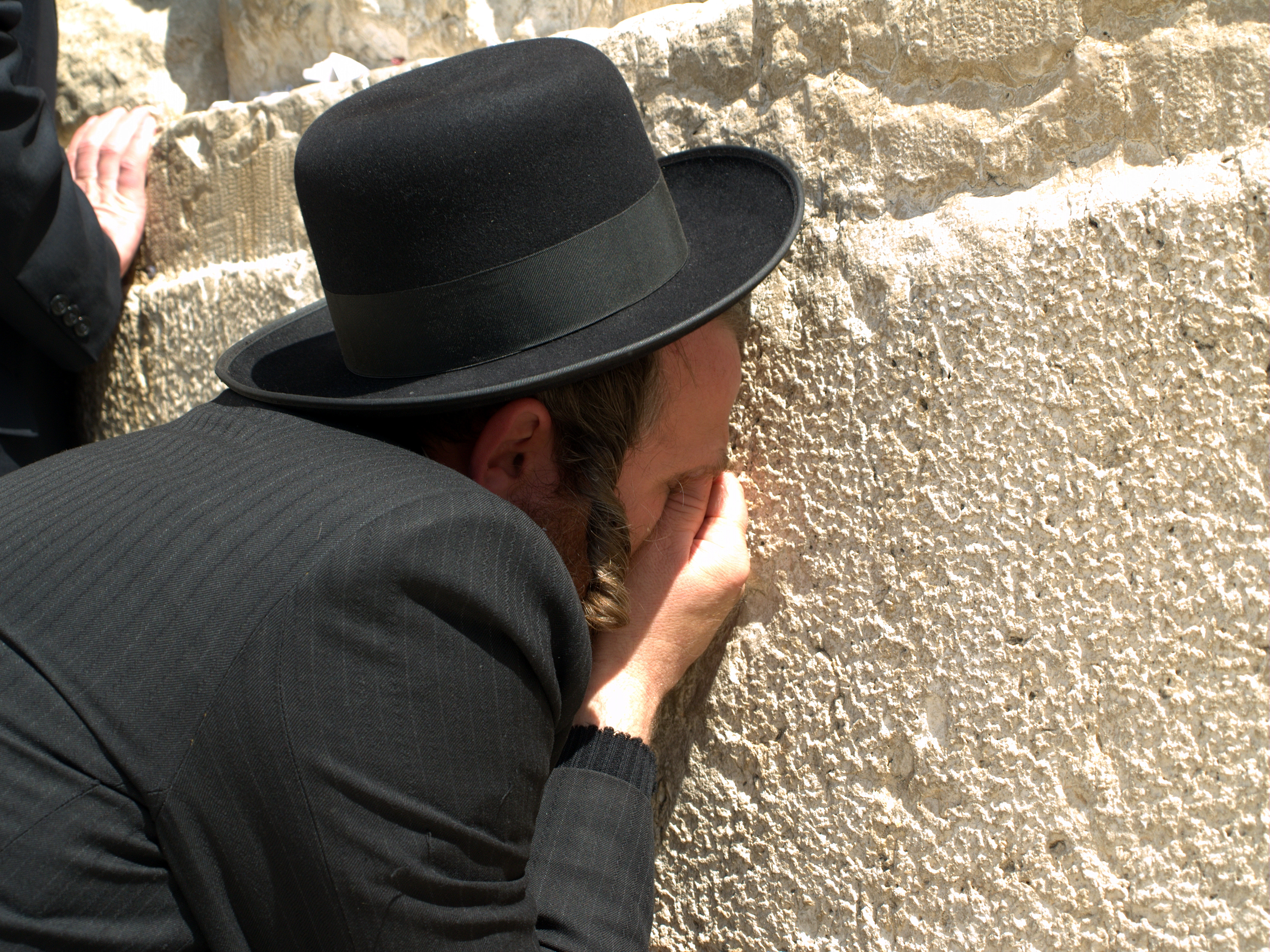
Ebreo ortodosso in preghiera al Muro Occidentale di Gerusalemme

Le benedizioni ebraiche che precedono e seguono lo Shemà sono tradizionalmente attribuite ai membri della Grande Assemblea e furono istituite per la prima volta nella liturgia del Tempio di Gerusalemme.
Secondo il Talmud, la lettura dello Shemà mattina e sera adempie il comandamento "Mèditalo giorno e notte" (Giosuè 1,8). Appena il bambino inizia a parlare, suo padre viene diretto ad insegnargli il versetto "Mosè ci ha prescritto una legge, un'eredità dell'assemblea di Giacobbe" (Deuteronomio 33,4), ed insegnargli anche a leggere lo Shemà (Talmud, Sukkah 42a). la recitazione del primo versetto dello Shemà è chiamata "l'accettazione del giogo della regalità di Dio" (kabalat ol malchut shamayim) (Mishnah Berachot 2:5). Giuda il Principe, che passava tutto il giorno immerso nei suoi studi ed a insegnare, pronunciava solo il primo versetto dello Shemà al mattino (Talmud Berachot 13b) "mentre si passava le mani sugli occhi", il che pare essere l'origine dell'usanza ebraica di coprirsi gli occhi con la mano destra mentre si recita il primo versetto.
Il primo versetto dello Shemà è recitato ad alta voce, insieme allo Chazzan e alla congregazione, che risponde con la benedizione istituita rabbinicamente Baruch Shem ("Benedetto sia il Nome") in silenzio (mentalmente) prima di continuare il resto dello Shemà. Solo durante lo Yom Kippur questo responsorio viene detto ad alta voce. La parte rimanente dello Shemà viene letta in silenzio. I Sefarditi recitano tutto lo Shemà ad alta voce, per intero, eccetto il Baruch Shem. Anche gli ebrei riformati recitano l'intero primo paragrafo dello Shemà ad alta voce.

### Shacharit
Durante Shacharit, ci sono due benedizioni prima dello Shemà e una dopo. Queste numerazioni, due prima ed uno dopo, sono basate sella Mishnah Trattato Brachot, Capitolo 11, che afferma: «Al mattino uno benedice due prima ed uno dopo», sebbene ci sia la questione della Legge ebraica se uno reciti queste benedizioni nello Shemà, o attorno allo Shemà. La conclusione a cui si è arrivati è che debbano essere benedizioni attorno allo Shemà, perché la struttura è simile a quella delle benedizioni della Torah, e persiste il dubbio se tale benedizioni possano invero intensificare lo Shemà.
Le due benedizioni che sono recitate prima dello Shemà sono Yotzer ohr (Creatore di Luce) e Ahava Rabbah ([Con] tanto amore). La benedizione successiva è nota come Emet Vayatziv (Vero e certo).

### Maariv
Durante il Maariv, ci sono due benedizioni prima dello Shemà e tre dopo. Le due prima sono HaMaariv Aravim e Ahavat Olam (Amore eterno). Le tre benedizioni successive sono Emet V'Emunah (Vero e fedele), Hashkiveinu e Baruch Hashem L'Olam, sebbene quest'ultima non venga recitata durante lo Shabbat o Yom Tov.

## Shemà notturna

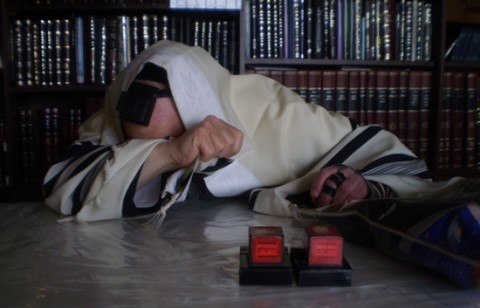
Ebreo ortodosso che prega il Tachanun

Prima di addormentarsi, viene recitato il primo paragrafo dello Shemà. Questo è un comandamento non solo dato nella Bibbia (in Deuteronomio 6,6–7), ma anche accennato in altri versetti come "Sul vostro letto riflettete col cuore e placatevi" (Salmi 4,4-5).
Alcuni hanno anche l'abitudine di leggere tutti e tre i paragrafi, insieme ad un'intera lista di Salmi, il Tachanun e altre preghiere. Nel suo complesso, questa pratica è chiamata K'riat Shema she-al ha-mitah. Secondo l'Arizal, leggere questa preghiera intera con grande concentrazione è efficace anche a purificare dai propri peccati. Questo viene discusso nel libro del Tanya.

## Altre occasioni
L'esortazione da parte del Cohen ("sacerdote") nel richiamare Israele alle armi contro un nemico (che non è valido quando il Tempio di Gerusalemme non esiste più) include anche lo Shemà Israel (Deuteronomio 20,3; Talmud Sotah 42a).
Rabbi Akiva pazientemente sopportò che la propria carne venisse squartata con aculei di ferro e morì recitando lo Shemà: pronunciò l'ultima parola della frase, Eḥad ("uno") esalando il suo ultimo respiro (Talmud Berachot 61b). Da allora, è tradizione per gli ebrei recitare lo Shemà come ultime parole. Così si testimonia accadde durante lo sterminio degli ebrei nelle camere a gas durante l'Olocausto.
Roi Klein (m. 2006), un maggiore delle Forze di difesa israeliane, disse lo Shemà prima di saltare su una granata per salvare i compagni durante la Guerra del Libano (2006), secondo la pratica tradizionale ebraica di recitare lo Shemà quando uno crede di star per morire.

### Musica e letteratura
Arnold Schönberg usò lo Shemà come parte della storia per la sua opera orchestrale Un sopravvissuto di Varsavia (1947), oratorio per voce recitante, coro maschile ed orchestra – composizione in stile dodecafonico.
Nel musical Parade, basato su avvenimenti realmente accaduti, il personaggio principale Leo Frank, accusato ingiustamente dell'omicidio di un operaio bambino presso una fabbrica di matite che egli dirige, recita lo Shema Israel quando una banda di vigilanti lo rapisce e lo impicca nelle scene finali dell'opera.

Versioni pop sono state pubblicate dai cantanti Mordechai ben David e Sarit Hadad.
Nel film di Darren Aronofsky, π - Il teorema del delirio, Max Cohen e Lenny Meyer in una scena recitano i primi tre versetti dello Shemà.
Ne L'uomo venuto dal Kremlino, Anthony Quinn, nelle vesti di fittizio Papa Kiril, esplora i vicoli di Roma dissimulato come semplice prete, e recita lo Shemà al capezzale di un ebreo romano morente.
Il cantante e rapper Matisyahu recita lo Shemà nelle sue canzoni Got no water e Tel Aviv'n.
Il musicista Yaakov Shwekey nel suo "Shema Yisrael," usa la storia di Rabbi Eliezer Silver che salvò molti bambini ebrei nascondendoli in monasteri cristiani durante l'Olocausto e lo caratterizza mentre recita il primo versetto dello Shemà.
Allo Shemà s'ispira la poesia Se questo è un uomo di Primo Levi, scritta all'inizio del romanzo Se questo è un uomo.

## Unità divina dello Shemà nella filosofia chassidica

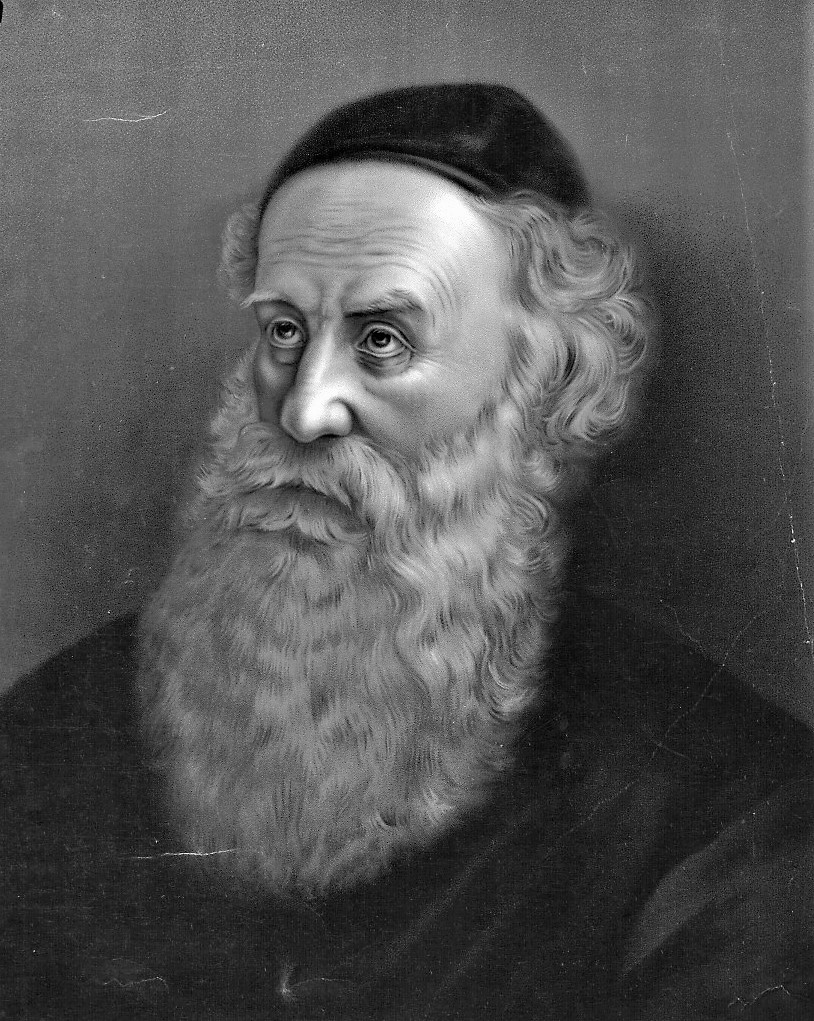
Schneur Zalman di Liadi formulò l'Unità Divina nella filosofia chassidica

La seconda sezione del testo chassidico Tanya, di Schneur Zalman di Liadi (Shaar Hayichud Vehaemunah-Porta di Unità e Fede), include il panenteismo mistico del fondatore del Chassidismo, il Baal Shem Tov, nella spiegazione filosofica (Chassidut). Espone l'interpretazione chassidica dell'Unità di Dio nelle prime due righe dello Shemà, basandosi sulla loro interpretazione nella Cabala ebraica. L'enfasi sull'Onnipresenza divina e sull'Immanenza sottostà alla gioia chassidica e deveikuth, ed evidenzia la trasformazione del materiale in adorazione e culto spirituale. In questa internalizzazione di idee cabalistiche, il seguace chassidico cerca di rivelare l'Unità e la sacralità nascosta in tutte le attività della vita.
Filosofi medievali razionalisti ebrei (esponenti dell'"Hakirah"-"investigazione" razionale dei primi principi in supporto dell'ebraismo), come Maimonide, descrivono il monoteismo biblico col significato che esiste un solo Dio, e la Sua essenza è un'Unità infinita, semplice, unica. Il misticismo ebraico fornisce una spiegazione più profonda, distinguendo tra l'essenza e l'emanazione di Dio. Nella Cabala ebraica e specialmente nel Chassidismo, l'Unità di Dio significa che non c'è nulla di indipendente dalla Sua essenza. La nuova dottrina, esposta nella Cabala lurianica, dello Tzimtzum ("Contrazione") di Dio, ricevette interpretazioni diverse dopo Isaac Luria, dal letterale al metaforico. Per il Chassidismo e Schneur Zalman, non è pensabile prendere letteralmente la "Contrazione" di Dio che "rende possibile" la Creazione. Tzimtzum si riferisce solo a Ohr Ein Sof ("Luce Infinita"), e non all'Ein Sof (essenza divina) stesso. La vera infinità di Dio è rivelata sia nell'infinito complementare (luce infinita) sia nel finito (luce finita). La "Contrazione" fu solo un occultamento della Luce Infinita nell'essenza di Dio, per permettere alla luce finita potenzialmente latente di emergere dopo il Tzimtzum. Dio Stesso ne rimane inalterato ("Io sono il Signore, non cambio" Malachia 3,6). La Sua essenza è Una, sola, prima della Creazione, e Una, sola, dopo la Creazione, senza cambiamento alcuno. poiché lo Tzimtzum fu solo un occultamento, pertanto l'Unità di Dio è Onnipresente. Secondo la nuova interpretazione del Baal Shem Tov, la Divina Provvidenza influenza ogni dettaglio della Creazione. Il "movimento di una foglia nel vento" fa parte della rivelazione della presenza divina, ed è parte necessaria del Tikkun completo ("Riparazione" nella Cabala). Questa consapevolezza dell'amorevole fine divino e dell'importanza di ogni individuo, risveglia l'amore e timore di Dio.
Schneur Zalman spiega che l'Unità di Dio ha due livelli, che sono entrambi paradossalmente veri. Il testo principale della Cabala, lo Zohar, descrive il primo versetto dello Shemà ("Ascolta, Israele, il Signore è il nostro Dio, il Signore è Uno") come l'"Unità di livello superiore", e la seconda riga ("Sia benedetto il santo Nome del Suo Regno per sempre ed in eterno") come l'"Unità di livello inferiore". Schneur Zalman di ciò fornisce la spiegazione chassidica. Nella Cabala, tutta la Creazione è dipendente dalla "Luce che Riempie tutti i Mondi", immanente e potenzialmente finita, che ogni Creazione riceve continuamente. Tutto è bittul- nullificato nella luce, sebbene nel nostro reame terreno questa dipendenza completa sia nascosta. Da questa prospettiva, di Dio che conosce la Creazione nei Suoi propri termini, la Creazione esiste, ma la vera essenza di ogni cosa è soltanto la scintilla divina che la ricrea continuamente dal nulla. Dio è Uno, poiché niente ha un'esistenza indipendente senza questo flusso continuo di "Volontà Divina a Creare". Questa è l'Unità di Livello Inferiore.
In relazione all'essenza di Dio, la Creazione non produce nessun cambiamento o contrazione. Tutta la Creazione avviene "entro" Dio. "Non c'è nulla all'infuori di Dio". L'abilità di creare può solo provenire dell'essenza divina infinita, rappresentata dal Nome di Dio, il Tetragramma. Tuttavia, "Non sta nell'essenza del Divino creare Mondi e sostenerli", poiché tale abilità è soltanto esterna all'essenza Infinita. La Creazione deriva solo dalla "parola" rivelatrice di Dio (come in Genesi 1), e anche questo è dissimile dalla parola esterna dell'essere umano, dato che anch'essa rimane "entro" Dio. Da questa prospettiva superiore di Dio che conosce Se stesso nei Propri termini, la Creazione non esiste, poiché è nulla in rapporto all'essenza di Dio. Tale Acosmismo Monistico è l'"Unità di Livello Superiore", poiché da tale prospettiva solo Dio esiste.

## Shemà nel cristianesimo
Shemà è una delle frasi della Bibbia ebraica che vengono citate nel Nuovo Testamento. Marco 12,29-31 riporta che Gesù di Nazaret considerava l'esortazione iniziale dello Shemà quale primo dei suoi due più grandi comandamenti e connesso ad un secondo (basato su Levitico 19,18): "Il primo comandamento di tutti è: «Ascolta, Israele: Il Signore Dio nostro è l'unico Signore», e: «Ama il Signore Dio tuo con tutto il tuo cuore, con tutta la tua anima, con tutta la tua mente e con tutta la tua forza». Questo è il primo comandamento. E il secondo è simile a questo: «Ama il tuo prossimo come te stesso». Non vi è alcun altro comandamento maggiore di questi." Anche in Luca 10,25-27 lo Shemà è collegato a Levitico 19,18, ma dall'interrogatore ("un dottore della legge"), prima che Gesù gli dia ragione. I versetti di Deuteronomio 6,5 e Levitico 19,18 entrambi iniziano con ve'ahavta, "e tu amerai". In Luca pare che questa connessione tra i due versetti fosse già parte della discussione culturale o della pratica del tempo.
Lo Shemà è stato inoltre incorporato nella liturgia cristiana. Il Libro delle preghiere comuni degli anglicani in uso in Canada dal 1962, include lo Shemà nel suo Sommario della Legge. Dal 2012, quando la versione liturgica anglicana del succitato Libro delle preghiere è stata adattata per utilizzarla in Canada da parte dell'Ordinariato personale della Cattedra di San Pietro, lo Shemà viene recitato anche dai cattolici.

## Shemà nell'islam
Le parole usate nella preghiera Shemà sono state poi riprese nella Sura 112 (Al-Tawhid o monoteismo) del Corano. La parola "أَحَدٌ‎" in arabo è identica alla parola "אֶחָד‎" in ebraico.
in arabo قُلْ هُوَ اللَّهُ أَحَدٌ‎? - Di': Egli, Dio, è uno
in ebraico שְׁמַע יִשְׂרָאֵל יהוה אֱלֹהֵינוּ יהוה אֶחָד‎? - Sh'ma Yisra'el Yahweh Eloheinu Yahweh Eḥad